# Il dolce suono
Il dolce suono è l'incipit del recitativo e aria (cantabile - tempo di mezzo - cabaletta) della seconda scena dell'atto III di Lucia di Lammermoor, di Gaetano Donizetti. È comunemente conosciuta come la "scena della pazzia" ed è cantata dal soprano principale, Lucia.
Lucia diventa pazza e, durante la prima notte di nozze, mentre ancora si celebrano i festeggiamenti, pugnala il marito Arturo nella stanza degli sposi. Procede quindi nella sala dove si tiene la festa, sporca di sangue e inconsapevole di quel che ha fatto, rimembrando i suoi incontri con Edgardo e immaginando di essere sposata con quest'ultimo.
Nell'accompagnamento dell'aria è previsto l'insolito ed inquietante suono della glassarmonica, ma questo strumento è spesso sostituito da un flauto.

## Testo
Il dolce suono mi colpì di sua voce!	
	
Ah, quella voce m'è qui nel cor discesa!

Edgardo! io ti son resa. Edgardo! Ah! Edgardo, mio!
Sì, ti son resa!

fuggita io son da' tuoi nemici. (nemici)

Un gelo mi serpeggia nel sen!

trema ogni fibra!

vacilla il piè!	

Presso la fonte meco t'assidi alquanto!
Sì, Presso la fonte meco t'assidi.

Ohimè, sorge il tremendo fantasma e ne separa!	

Qui ricovriamo, Edgardo, a piè dell'ara.

Sparsa è di rose!
Un'armonia celeste, di', non ascolti?

Ah, l'inno suona di nozze!

Il rito per noi s'appresta! Oh, me felice!
	
Oh gioia che si sente, e non si dice!	

Ardon gl'incensi!

Splendon le sacre faci, splendon intorno!

Ecco il ministro!

Porgimi la destra!

Oh lieto giorno!

Al fin son tua, al fin sei mio,	

a me ti dona un Dio.

Ogni piacer più grato,

mi fia con te diviso	

Del ciel clemente un riso

la vita a noi sarà.

## Grandi interpreti
Il primo soprano a cantarla è stata Fanny Tacchinardi. Altri grandi soprano a cantarla sono state Luciana Serra, Giuseppina Strepponi, Adelaide Kemble, Marcella Sembrich, Adelina Patti, Nellie Melba, Luisa Tetrazzini, Amelita Galli-Curci, Mado Robin, Lily Pons, Maria Callas, Joan Sutherland, Roberta Peters, Anna Moffo, Renata Scotto, Gianna D'Angelo, Beverly Sills, Edita Gruberová, Mariella Devia, June Anderson, Sumi Jo, Natalie Dessay, Anna Netrebko, Jessica Pratt e Nadine Sierra.

## Riferimenti nella cultura di massa
Un arrangiamento dell'aria è stato inserito nel film Il quinto elemento, cantato dal personaggio alieno Diva Plavalaguna (voce di Inva Mula). Il controtenore pop russo Vitas ha registrato un simile arrangiamento ridotto, inititolato "Lucia Di Lammermoor". Vitas ha cambiato il nome "Edgardo" con "Esther" ("Esther! io ti son reso!").